# لانگنهورن (نوردفریسلاند)
لانگنهورن (به آلمانی: Langenhorn) یک شهر در آلمان است که در نوردفرایسلند واقع شده‌است. لانگنهورن ۳٬۱۳۴ نفر جمعیت دارد.